# Yucatánský průliv

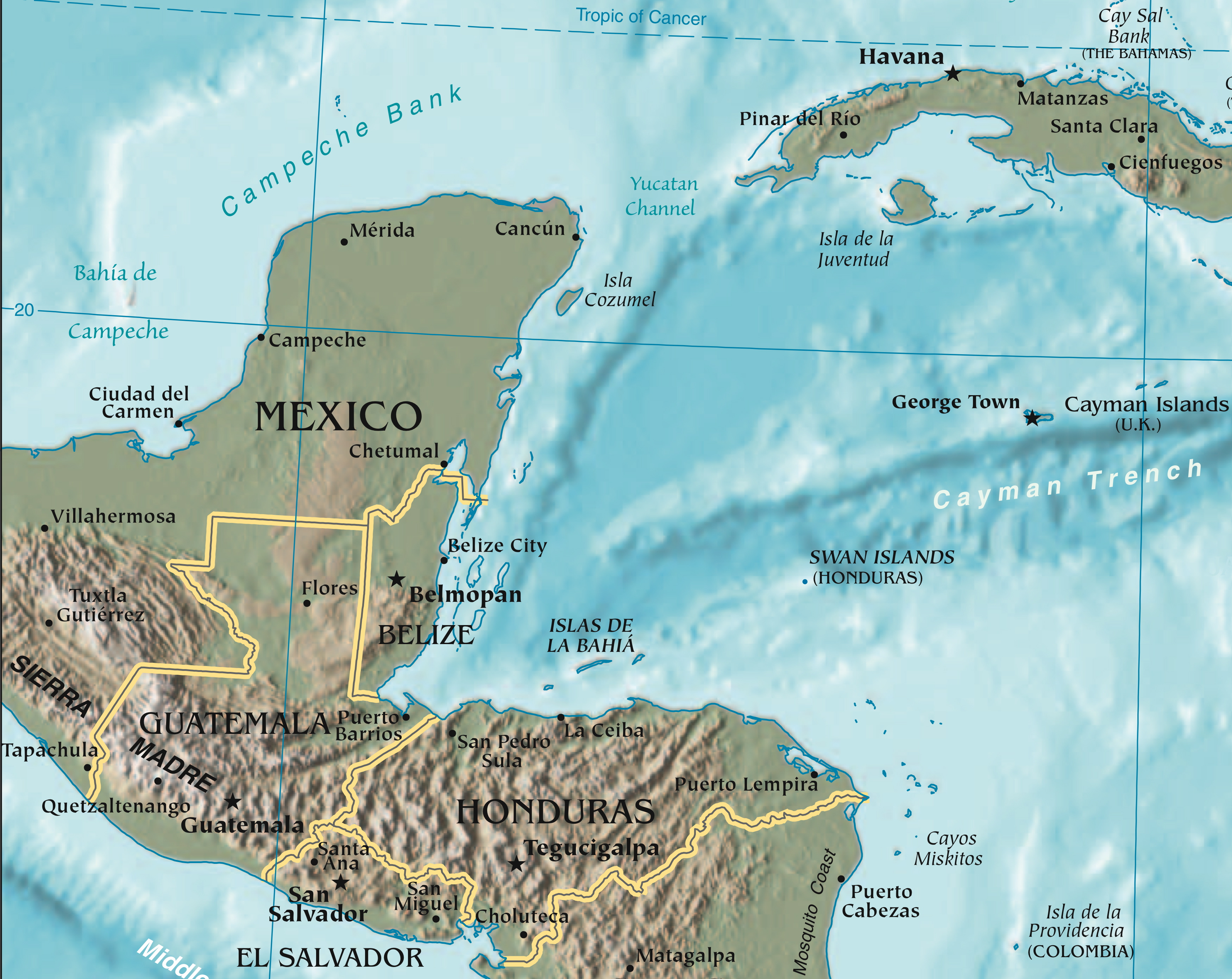
Yucatánský průliv (Yucatán Channel)

Yucatánský průliv je průliv mezi Mexikem (poloostrov Yucatán) a Kubou. Spojuje Karibské moře s Mexickým zálivem. V nejužším místě mezi mysem Catoche v Mexiku a mysem San Antonio na Kubě je široký 217 km. Je dlouhý 270 km. Dosahuje maximální hloubky 2779 m.